# Hamam (Kos)

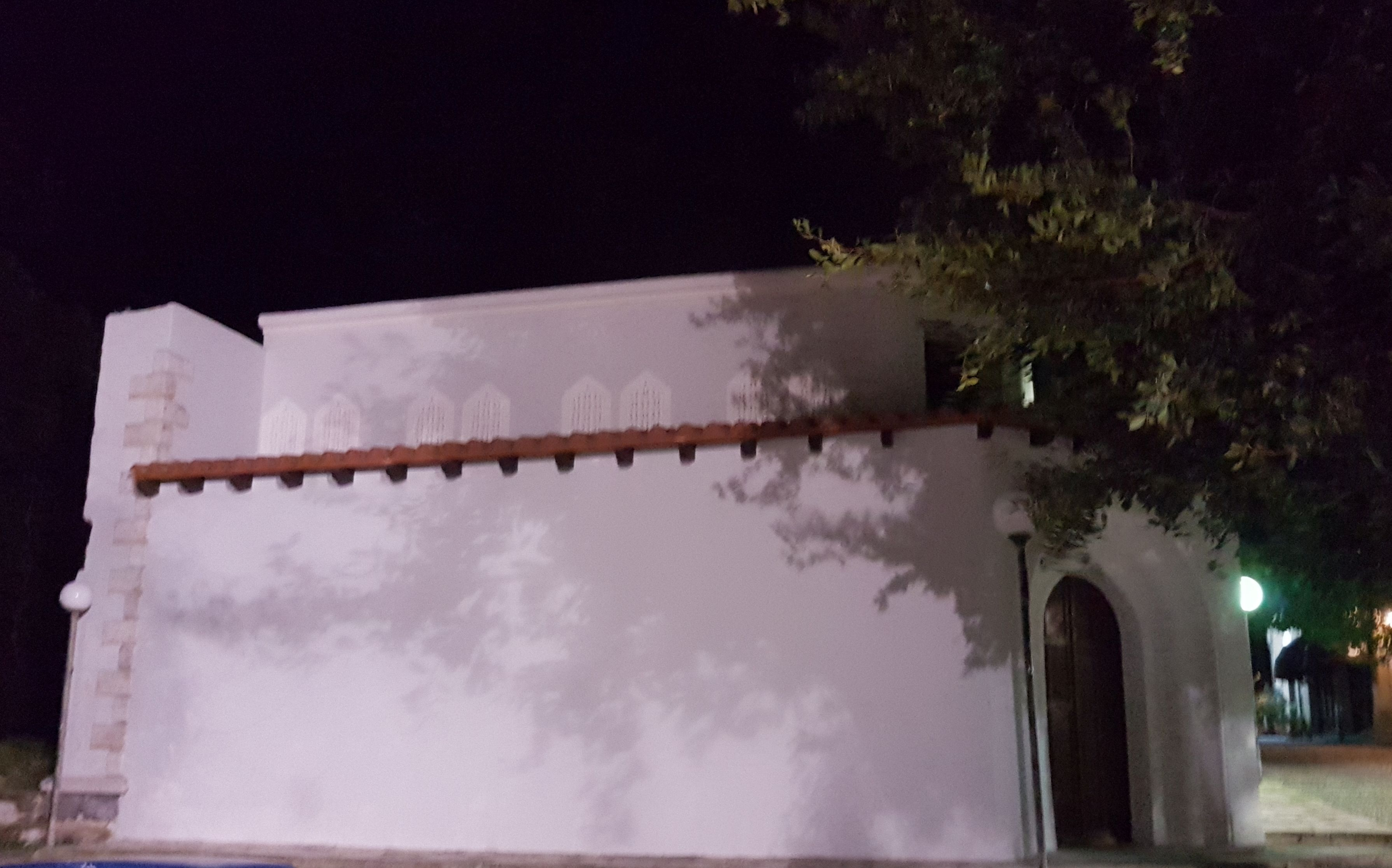
Ehemaliges türkisches Bad (Hamam bzw. Hammam) und später Salzdepot in der Stadt Kos auf der griechischen Insel Kos

Das Hamam war eine  Badeanlage (auch Hammām, griechisch χαμάμ, auch türkisches Bad genannt) in der Stadt Kos auf der griechischen Insel Kos. Das Gebäude steht hinter dem Gerichtsgebäude in der Nähe der Platane des Hippokrates etwa 4 m über dem Meeresspiegel. Durch die Lagerung von Salz im Gebäude von 1948 bis in die 1980er-Jahre wird das Gebäude auch als Salzdepot (griechisch άλας αποθήκη) bezeichnet. Das Gebäude dient heute als Museum.

## Geschichte
Das Errichtungsjahr dieses Hamam bzw. späteren Salzdepot ist nicht bekannt. Der türkische Reisende Evliya Çelebi berichtet im Zeitraum 1668 bis 1671 davon. Nach dem Erdbeben 1933 wurde ein Teil des Gebäudes von den italienischen Besatzern umgestaltet und modernisiert, wodurch eine zeitliche Einordnung des ursprünglichen Errichtungsjahres erschwert wurde. Es wird davon ausgegangen, dass es in der Mitte des 16. Jahrhunderts errichtet wurde. Es wurde als öffentliches Bad errichtet und war in dieser Funktion bis 1948 in Betrieb.
Von 1948 bis in die 1980er-Jahre wurde das Gebäude als Salzdepot benutzt. Aus dieser Zeit stammt auch die alte mechanische Waage in der großen Halle.
Das Gebäude wurde in den 2000er-Jahren renoviert und ist denkmalgeschützt.

## Gebäude
Der Hamam ist ein eher unscheinbares rechteckiges Gebäude mit mehreren Kuppeln mit kleinen Lichtöffnungen. Der Zugangsbereich war nordostseitig an der Gebäudeecke. Es soll ein gemischtes Bad gewesen sein, mit einem separaten Badebereich für Frauen.

## Museum
Im renovierten Gebäude sind an den Wänden Bilder mit Erläuterungen zur Geschichte des Türkischen Bades zu sehen (in griechischer und englischer Sprache). Die Öffnungszeiten sind täglich, außer dienstags, von 9:00 bis 16:00 Uhr. Der Besuch ist kostenfrei möglich.